# علي شير (ثائر كردي)
علي شير أو عليشير أفندي ( (بالكردية: Alîşêr Efendî)‏ </link> ; (1862 عمرانلي ، ولاية سيواس - 9 يوليو 1937 في قرية كفار، ديرسم )، كان ثائرا وشاعرًا ومثقفًا كرديًا  وزعيم قبيلة قوجكيري الذين قاتلوا ضد العثمانيين خلال الحرب العالمية الأولى تحت الانتداب الروسي . لقد كان منظم ثورة قوجكيري وأحد القادة الرئيسيين لثورة ديرسم .
ينتمي لقبيلة قوجكيري الكردية، ولد في قرية أزكر (اتليجة) الحالية في منطقة عمرانلي في سيواس ، في عام 1921، قاد ثورة او ما سمي رسميا " تمرد قوجكيري "، الذي وقع في منطقة قوجكيري في سيواس، وبرز اسمه باعتباره قائد هذا "التمرد". 

## حياته
ولد علي شير في ريف قوجكيري في بلدة عمرانية وأكمل تعليمه في سيواس. لقد كان شاعراً كردياً ، اشتهر بذكائه و فطنته و وموهبته غير العادية في الاقناع و الخطابة.  بعد وفاة زعيمه القبلي مصطفى باشا؛ تم تعيين علي شير وصيًا على الابن الأكبر للمتوفى (علي شان) ، كان لهذا تأثير كبير على عامة اهالي قوجكيري . استخدم علي شير هذا النفوذ بكل معنى الكلمة من أجل قضية تحرير واستقلال كردستان، ولهذا الغرض نجح في خلق وحدة قوية بين قبائل ديرسم.  وفي وقت لاحق، تزوج من قريبته ظريفة (زريفه خاتون). 

## الحرب العالمية الأولى
من أجل تحقيق حلم استقلال كردستان حاول علي شير كسب الدعم من الجيش الروسي المسيطر على ارضروم و ارزنجان اثناء الحرب العالمية الكبرى عام 1914 ممثلا للمكون الكردي في مناطق قوجكيري وسيواس وملاطية ودرسيم، وعمل على إنشاء إدارة كردستانية مستقلة برعاية روسيا في مناطق الانتداب الروسي ودشن علي شير اولى محاولاته عند قدومه بمفرزة عسكرية إلى مركز مقاطعة بلور (أوفاجيك) التابعة لدرسيم حيث ألغى الإدارة التركية هناك وأنشأ إدارة كردية محلها. وقد أدى هذا النجاح إلى تأمين نقاط اتصال الجيوش الروسية مع درسيم، و بهذا تمكنت ديرسم من إنشاء إدارة مستقلة تمامًا.  وعندما بدأت الجيوش الروسية في التراجع ١٩١٧ بسبب ثورة اكتوبر البلشفية، اضطر علي شير إلى تركها والعودة إلى درسيم حيث بقي فيها. 
ونظرا لأهمية موقع ديرسم من الناحية السياسية وكسب الكرد، قام القائد التركي العثماني وهيب باشا ؛ بأصدار العفو عن علي شير ورجاله من اهالي قوجكيري وديرسيم ، وبالتالي سمح لعلي شير بالعودة إلى قوجكيررى مرة أخرى. 

## بعد الحرب العالمية الأولى
وقد استلزم الوضع الذي حدث بسبب الثورة الكبرى في روسيا نهاية عام 1917 انسحاب الجيوش الروسية من أرزينجان ، وأجبرت حركة الانسحاب العامة التي بدأت في الجبهات نهاية العام نفسه القوات الأرمينية على اتخاذ خطوات جديدة التدابير العسكرية.  أراد زعيم الفدائيين الأرمن مراد سيباستاجي إقامة تحالف قوي مع الدرسيميين. و خلال المفاوضات مع علي شير حول هذه القضية، لم يتم الاتفاق على بعض الشروط المهمة وفشلت محاولة مراد سيباستاتجي .  وبحسب تصريح علي يشير فإن مراد سباستاتسي اقترح مشروعاً يتبع هدف أرمينيا الكبرى وحدها، ولأنه كان يخشى الدخول في تحالف حول الحكم الذاتي واستقلال كردستان، لم يكن من الممكن الاتفاق معه ولذلك اضطر للانسحاب إلى درسيم الغربية. 
وبإرسال تفويض إلى جمعية )تعالي كردستان( في إسطنبول، أعلن ولاء كُرد قوجكيري وديرسم للجمعية، وفي الوقت نفسه أنشأ فروعاً لهذه الجمعية في كافة الجهات.  لاحقًا، جاء إلى درسيم وأرسل برقيات إلى حكومة أنقرة الجديدة، مع الدرسيميين، بشأن تحقيق الحكم الذاتي لكردستان وفقًا لمعاهدة سيفر. اضافة لنشاطه في مجال الدبلوماسية. استغل وجوده في ديرسم، بعقد مؤتمرات حول الشعب الكردي وخلق تيارات مهمة بالإضافة إلى تأسيس منظمات لضمان الاستقلال الكردي. 

## ثورة قوجكيري
بدأ الأكراد حول درسيم الاستعداد لمواجهة نهائية مع القوميين الأتراك وداهموا العديد من مستودعات الأسلحة التركية. بحلول أكتوبر ١٩٢٠، استولوا على ما يكفي ليشعروا بأنهم في موقع قوة وقام علي شان بيك، زعيم منطقة رفاهية، بإعداد القبائل للاستقلال. وأخيرًا، في ١٥ نوفمبر ١٩٢٠، سلموا بيانا إلى الكماليين جاء فيه ما يلي. 
- ويجب على الحكومة في أنقرة أن تلتزم بالاتفاق الذي أبرمه الأكراد مع السلطان في إسطنبول وأن تقبل الحكم الذاتي الكردي
- يجب على الحكومة الموجودة في أنقرة أيضًا ابلاغ الشعب بشأن نهجهم تجاه كردستان المتمتعة بالحكم الذاتي.
- يجب إطلاق سراح جميع السجناء الأكراد في سجون أرزينجان وملاطية والعزيز (إلازيغ اليوم) وسيواس.
- يجب على الإدارة التركية ترك المناطق ذات الأغلبية الكردية
- وعلى الجيش التركي الانسحاب من المناطق الكردية

وطلبوا الرد بحلول ٢٤ نوفمبر ١٩٢٠.   في ٢٥ ديسمبر، طالب الأكراد مرة أخرى بمنحهم المزيد من الحقوق السياسية في مقاطعات ديار بكر وبيتليس وفان والعزيز على النحو المتفق عليه في معاهدة سيفر. 
عرضت الحكومة التركية تعيين متصرف كردي من منطقة العزيز إلى قصبة برتك، لكن الثوار الذين يمثلهم سيد رضا وعليشان بك (مسؤول منطقة رفاهية) رفضوا العرض، وكرروا مطلبهم بأنهم يريدون حكومة كردية مستقلة وليس حكومة مفروضة. بواسطة أنقرة.  أرسل قائد الجيش المركزي نور الدين باشا قوة قوامها حوالي 3000 من الفرسان وغير النظاميين بما في ذلك كتائب توبال عثمان .  بحلول شهر فبراير، بدأ القتال بين الأطراف وطالب الأتراك بالاستسلام غير المشروط للثوار الأكراد. انتهت المواجهة الكبرى الأولى بين الفصائل بانتصار الأكراد، لكن القتال استمر  وتم سحق الثوار بحلول ١٧ يونيو ١٩٢١.
وبحسب بعض المصادر فقد قال نور الدين باشا (وهناك مصادر أخرى ترجع ذلك إلى طوبال عثمان  ):

## ثورة ديرسم و الموت
الصورة التقطت بعد وفاته
مع اندلاع ثورة درسيم عام 1937، تعاون علي شير مع زعيمها سيد رضا وحاول دعم الجانب الروحي للدرسيميين وتعزيز الوحدة العامة بالكلمة والقلم و حكم الأمر الواقع .  مركز ثقل الثورة كان من طرف سيد رضا، وكان علي شير هو من وضع خطط الحرب. لذلك، كان الهدف الرئيسي للجنرال ألب دوغان التركي هو تدمير قوة علي شير.  ولتحقيق هذا الغرض، تم ارسال الرهبر (الزعيم العلوي) ليحارب مع الثوار لمدة خمسة عشر يومًا. وحسب الكاتب الكردي نوري ديرسمي ، كان الرهبر، "القذر والماكر"، قادرًا على كسب ثقة جميع الزعماء الآخرين من سيد رضا، و حتى علي شير.  كان المقر الرئيسي لسيد رضا في قرية هالفوري فانك، وكان مقر علي شير في قرية أكداد، حتى أنه كان لديه مأوى عائلي في كهف عند سفح جبل توجيك. وبما أن الرهبر كان على اتصال دائم بعلي شير، فقد كان على علم بجميع خطط سيد رضا.  ومن أجل منع المزيد من إراقة الدماء البشرية، قرر السيد رضا أن يطلب من علي شير طلب اللجوء الى إيران أو العراق وتدخلا من حكومتي فرنسا وإنجلترا. وكان الرهبر على علم بهذا القرار. فذهب مع ثمانية من رفاقه المسلحين إلى مقر علي شير و قتلوه غدرا. 

## شعر علي شير
كتب علي شير قصائد وأقوال مأثورة باللغة الكردية.  كان يكتب قصائد بالاسم المستعار (تاكي) ، يستخدم في كثير من الأحيان موضوعات العقيدة العلوية الكردية في قصائده ويجمع بين المجالين – السياسي والديني – من خلال وضع عناصر الإيمان في أهدافه السياسية. وبهذه الطريقة، كان يحاول جعل مُثُله السياسية مقبولة و سلسة بين المجتمع من خلال جعل اتصالاته مع الجمهور فعالة. 

## إرث علي شير
الروايات المختلفة عن علي شير؛ تجعله مؤهلا بوصفه "زعيم الشعب ذو الكاريزما"، الذي يمتلك سمات الذكي والشجاع و المبدع والبطل والمحارب والجندي بين الأكراد، اما لدى الدولة التركية فعلى الرغم من صفاته اعلاه فأنه رسميا يوصم كأنه زعيم عصابة أو متمرد أو حتى خائن.  ويُعرف علي شير أفندي أيضًا بأنه أحد الشخصيات الرمزية للحركة الوطنية الكردية في القرن العشرين، إلى جانب زوجته ظريفة خانم، التي شاركته حياته ونفس المصير الحزين معه. 